# Jamie Leweling
Jamie Leweling (sinh ngày 26 tháng 2 năm 2001) là một cầu thủ bóng đá chuyên nghiệp người Đức hiện đang thi đấu ở vị trí tiền vệ tấn công, tiền vệ cánh phải hoặc tiền đạo cho câu lạc bộ VfB Stuttgart tại Bundesliga và Đội tuyển bóng đá quốc gia Đức.

## Sự nghiệp câu lạc bộ

### Những năm đầu tiên
Leweling bắt đầu sự nghiệp bóng đá với đội bóng địa phương 1. FC Schnaittach. Sau đó, anh chuyển qua 1. SC Feucht đến 1. FC Nürnberg, nơi anh tiếp tục được đào tạo trong 5 năm.

## Sự nghiệp quốc tế
Trong trận đấu thử nghiệm giữa đội U-19 Đức và U-19 Bồ Đào Nha vào ngày 13 tháng 11 năm 2019, Leweling lần đầu tiên có mặt trong một đội hình được tuyển chọn bởi Hiệp hội bóng đá Đức (DFB). Sau hai lần ra sân tiếp theo cho U-19, anh thi đấu 90 phút và ghi bàn thắng đầu tiên trong trận ra mắt đội U-20 trong trận thua 1-2 trước U-19 Đan Mạch vào ngày 3 tháng 9 năm 2020. Anh tiếp tục ra sân hai lần nữa cho đội U-20.
Vào tháng 10 năm 2024, Leweling được huấn luyện viên Julian Nagelsmann trao cơ hội khoác áo đội tuyển Đức khi anh thay thế Jamal Musiala bị thương cho các trận đấu UEFA Nations League với Bosna và Hercegovina và Hà Lan. Vào ngày 14 tháng 10, anh ghi bàn thắng duy nhất trong trận ra mắt của anh giúp Đức đánh bại 1–0 trước Hà Lan.

## Đời tư
Leweling sinh ngày 26 tháng 2 năm 2001 ở Nürnberg và lớn lên ở Schnaittach, một thị trấn thuộc vùng Mittelfranken, nơi mà anh đã khởi đầu sự nghiệp cầu thủ của mình. Cha anh là người Ghana. Anh đã đạt được bằng chứng chỉ tốt nghiệp Mittlere Reife.

## Thống kê sự nghiệp

### Câu lạc bộ
Tính đến 22 tháng 10 năm 2024
| Câu lạc bộ           | Mùa giải            | Giải vô địch        | Giải vô địch | Giải vô địch | Cúp quốc gia | Cúp quốc gia | Châu lục | Châu lục | Khác | Khác | Tổng cộng | Tổng cộng |
| Câu lạc bộ           | Mùa giải            | Hạng đấu            | Trận         | Bàn          | Trận         | Bàn          | Trận     | Bàn      | Trận | Bàn  | Trận      | Bàn       |
| -------------------- | ------------------- | ------------------- | ------------ | ------------ | ------------ | ------------ | -------- | -------- | ---- | ---- | --------- | --------- |
| Greuther Fürth       | 2019–20             | 2. Bundesliga       | 22           | 3            | 1            | 0            | —        | —        | —    | —    | 23        | 3         |
| Greuther Fürth       | 2020–21             | 2. Bundesliga       | 24           | 1            | 3            | 0            | —        | —        | —    | —    | 27        | 1         |
| Greuther Fürth       | 2021–22             | Bundesliga          | 33           | 5            | 1            | 0            | —        | —        | —    | —    | 34        | 5         |
| Greuther Fürth       | Tổng cộng           | Tổng cộng           | 79           | 9            | 5            | 0            | —        | —        | —    | —    | 84        | 9         |
| Union Berlin         | 2022–23             | Bundesliga          | 16           | 1            | 2            | 0            | 7        | 0        | —    | —    | 25        | 1         |
| VfB Stuttgart (mượn) | 2023–24             | Bundesliga          | 34           | 4            | 4            | 0            | —        | —        | —    | —    | 38        | 4         |
| VfB Stuttgart        | 2024–25             | Bundesliga          | 7            | 1            | 1            | 0            | 3        | 0        | 1    | 0    | 12        | 1         |
| Tổng cộng sự nghiệp  | Tổng cộng sự nghiệp | Tổng cộng sự nghiệp | 136          | 15           | 12           | 0            | 10       | 0        | 1    | 0    | 159       | 15        |

1. ↑  Bao gồm DFB-Pokal
2. ↑  Ra sân tại UEFA Europa League
3. ↑  Ra sân tại UEFA Champions League
4. ↑  Ra sân tại DFL Supercup

### Quốc tế
Tính đến 14 tháng 10 năm 2024
| Đội tuyển quốc gia | Năm       | Trận | Bàn |
| ------------------ | --------- | ---- | --- |
| Đức                |           |      |     |
| 2024               | 1         | 1    |     |
| Tổng cộng          | Tổng cộng | 1    | 1   |

Tỷ số và kết quả liệt kê bàn thắng của Đức được để trước, cột tỷ số cho biết tỷ số sau mỗi bàn thắng của Leweling.
| # | Ngày                 | Địa điểm                    | Trận | Đối thủ | Bàn thắng | Kết quả | Giải đấu                                 |
| - | -------------------- | --------------------------- | ---- | ------- | --------- | ------- | ---------------------------------------- |
| 1 | 14 tháng 10 năm 2024 | Allianz Arena, München, Đức | 1    | Hà Lan  | 1–0       | 1–0     | UEFA Nations League 2024-25 (hạng đấu A) |